# جاكلين دوك
جاكلين دوك (بالفرنسية: Jacqueline Duc)‏ هي ممثلة فرنسية، ولدت في 22 أبريل 1922 بباريس في فرنسا.

## وصلات خارجية
- جاكلين دوك على موقع IMDb (الإنجليزية)
- جاكلين دوك على موقع ألو سيني (الفرنسية)
- جاكلين دوك على موقع أول موفي (الإنجليزية)
- جاكلين دوك على موقع قاعدة بيانات الأفلام السويدية (السويدية)
- جاكلين دوك على موقع قاعدة بيانات الفيلم (الإنجليزية)
- جاكلين دوك على موقع كينوبويسك (الروسية)